# A szépség és a szörnyeteg (televíziós sorozat, 2012)
A szépség és a szörnyeteg (eredeti cím: Beauty & the Beast) 2012-es kanadai-amerikai televíziós sorozat, ami az azonos című népmese és az abból készült, 1987-es televíziós sorozat alapján készült. A műsor alkotói Sherri Cooper-Landsman és Jennifer Levin, a történet pedig egy nyomozónőről és egy szörnyeteggé változni képes orvosról szól. A főbb szereplők közt megtalálható Kristin Kreuk, Jay Ryan, Max Brown, Austin Basis és Nina Lisandrello.
A sorozatot az Amerikai Egyesült Államokban a The CW adta 2012. október 1. és 2016. szeptember 15. között. Magyarországon a Super TV2 mutatta be 2013. június 2-án, a 2. évadtól az AXN folytatta, az utolsó évadot pedig az AXN Black sugározta.

## Cselekmény
Catherine Chandler 19 éves korában szemtanúja volt édesanyja meggyilkolásának, és kis híjján ő is a sorsára jutott, azonban egy titokzatos, emberszerű lény megmentette az életét. Kilenc évvel később Catherine nyomozóként dolgozik a New York-i rendőrség köreiben, egy gyilkossági nyomozás közben pedig ráakad a lényre, aki a Vincent Keller névre hallgat. Vincent orvos, akiről mindenki azt hiszi, hogy meghalt, valójában viszont rejtőzködik, mert egy betegség hatására kontrolláhatatlan szörnyeteggé tud válni. Cat és Vincent együtt próbálnak megoldást találni a helyzetre és nyomozni Cat anyjának gyilkosai után, miközben kettejük közt kölcsönös vonzódás kezd kialakulni.

## Szereplők
| Szereplő                      | Színész              | Magyar hang         |
| ----------------------------- | -------------------- | ------------------- |
| Catherine Chandler            | Kristin Kreuk        | Roatis Andrea       |
| Vincent Keller                | Jay Ryan             | Szabó Máté          |
| J.T. Forbes                   | Austin Basis         | Csőre Gábor         |
| Tess Vargas                   | Nina Lisandrello     | Timkó Eszter        |
| Evan Marks                    | Max Brown            | Bozsó Péter         |
| Joe Bishop                    | Brian White          | Maday Gábor         |
| Heather Chandler              | Nicole Gale Anderson | Gulás Fanni         |
| Gabe Lowen                    | Sendhil Ramamurthy   | Kárpáti Levente     |
| Victoria Hansen               | Elizabeth Blackmore  | Dögei Éva           |
| Bertrand (tánc-rendező)       | Luke Macfarlane      | Moser Károly        |
| Mr. Chandler                  | Rob Stewart          | Kőszegi Ákos        |
| Sara Holland                  | Lindsay Ames         | Németh Borbála      |
| Alex Salter                   | Bridget Regan        | Ruttkay Laura       |
| Darius Bishop                 | Christian Keyes      | Bódy Gergely        |
| Tyler                         | Shantel VanSanten    | Sallai Nóra         |
| Bob Reynolds ügynök           | Ted Whittall         | Németh Gábor        |
| Tori Windsor                  | Amber Skye Noyes     | Madarász Éva        |
| Dana Landon különleges ügynök | Elisabeth Röhm       | Majsai-Nyilas Tünde |
| Henry Knox ügynök             | Anthony Ruivivar     | Takátsy Péter       |

## Epizódok
| Évad | Évad | Részek száma | Részek száma | Eredeti sugárzás  | Eredeti sugárzás     | Eredeti adó | Magyar sugárzás    | Magyar sugárzás   | Magyar adó |
| Évad | Évad | Részek száma | Részek száma | Évadbemutató      | Évadzáró             | Eredeti adó | Évadbemutató       | Évadzáró          | Magyar adó |
| ---- | ---- | ------------ | ------------ | ----------------- | -------------------- | ----------- | ------------------ | ----------------- | ---------- |
|      | 1.   | 22           | 22           | 2012. október 11. | 2013. május 16.      | The CW      | 2013. június 2.    | 2013. október 27. | Super TV2  |
|      | 2.   | 22           | 22           | 2013. október 7.  | 2014. július 7.      | The CW      | 2014. június 24.   | 2014. október 15. | AXN        |
|      | 3.   | 13           | 13           | 2015. június 11.  | 2015. szeptember 10. | The CW      | 2015. augusztus 7. | 2015. október 30. | AXN        |
|      | 4.   | 13           | 13           | 2016. június 2.   | 2016. szeptember 15. | The CW      | 2017. január 17.   | 2017. február 2.  | AXN Black  |

## Díjak és jelölések
| Év   | Eredmény | Díj                                        | Kategória                                                | Jelölt                                                                  |
| ---- | -------- | ------------------------------------------ | -------------------------------------------------------- | ----------------------------------------------------------------------- |
| 2012 | Jelölve  | Е! Golden Remote Award                     | Legjobban várt új őszi műsor                             | A szépség és a szörnyeteg                                               |
| 2013 | Elnyerte | People’s Choice Awards-gála                | Az év új drámaműsora                                     | A szépség és a szörnyeteg                                               |
| 2013 | Jelölve  | Teen Choice Award                          | Legjobb sci-fi/fantasysorozat                            | A szépség és a szörnyeteg                                               |
| 2013 | Jelölve  | Teen Choice Award                          | Legjobb színésznő sci-fi/fantasysorozatban               | Kristin Kreuk                                                           |
| 2013 | Jelölve  | Szaturnusz-díj                             | Legjobb ifjúsági televíziós sorozat                      | A szépség és a szörnyeteg                                               |
| 2014 | Elnyerte | People’s Choice Awards-gála                | Az év sci-fi/fantasyműsora                               | A szépség és a szörnyeteg                                               |
| 2014 | Elnyerte | People’s Choice Awards-gála                | Az év tévés sci-fi/fantasyszínésznője                    | Kristin Kreuk                                                           |
| 2014 | Jelölve  | ASC Award                                  | Legjobb operatőr egyórás epizódú televíziós sorozatban   | David Greene (a "Kemény szeretet" című részért)                         |
| 2014 | Jelölve  | Leo-díj                                    | Legjobb rendezés drámasorozatban                         | Steven A. Adelson (a "Minden eszközzel" című részért)                   |
| 2014 | Jelölve  | Teen Choice Award                          | Legjobb színésznő sci-fi/fantasysorozatban               | Kristin Kreuk                                                           |
| 2014 | Jelölve  | DGC Craft Award                            | Legjobb rendezés televíziós sorozatban                   | Rick Roseenthal (a "Bűntársak" című részért)                            |
| 2015 | Elnyerte | People’s Choice Awards-gála                | Az év sci-fi/fantasyműsora                               | A szépség és a szörnyeteg                                               |
| 2015 | Elnyerte | People’s Choice Awards-gála                | Az év tévés sci-fi/fantasyszínésznője                    | Kristin Kreuk                                                           |
| 2015 | Jelölve  | CSC Award                                  | Legjobb operatőr televíziós sorozatban                   | David A. Makin                                                          |
| 2015 | Jelölve  | Canadian Screen Award                      | Legjobb látványtervezés kitalál műsorban vagy sorozatban | Cheryl Dorsey, Peter Emmink, Doug McCullough (a "Déjà Vu" című részért) |
| 2015 | Jelölve  | DGC Craft Award                            | Legjobb látványtervezés televíziós sorozatban            | Doug McCullough (a "Déjà Vu" című részért)                              |
| 2016 | Elnyerte | People’s Choice Awards-gála                | Az év sci-fi/fantasyműsora                               | A szépség és a szörnyeteg                                               |
| 2016 | Jelölve  | Canadian Screen Award                      | Legjobb vizuális effektek                                | Robert Vandenhoek                                                       |
| 2016 | Jelölve  | Canadian Screen Award                      | Kiemelkedő teljesítmény vizuális effektek terén          | Jeff Skochko                                                            |
| 2017 | Jelölve  | Canadian Society of Cinematographers Award | Legjobb operatőr televíziós sorozatban                   | David A. Makin (a "Monsieur és Madame szörnyeteg" című részért)         |